# Kanton Saint-Varent
Der Kanton Saint-Varent war bis 2015 ein französischer Wahlkreis im Arrondissement Bressuire, im Département Deux-Sèvres und in der Region Poitou-Charentes; sein Hauptort war Saint-Varent. Vertreter im Generalrat des Départements war zuletzt von 2004 bis 2015 Claude Aubin (DVD).
Der neun Gemeinden umfassende Kanton war 168,27 km² groß und hatte 5434 Einwohner (Stand: 1999).

## Gemeinden
| Gemeinde             | Einwohner Jahr | Fläche km² | Bevölkerungsdichte | Code INSEE | Postleitzahl |
| -------------------- | -------------- | ---------- | ------------------ | ---------- | ------------ |
| La Chapelle-Gaudin   | 236 (2013)     | 17,01      | 14 Einw./km²       | 79072      | 79300        |
| Coulonges-Thouarsais | 457 (2013)     | 17,26      | 26 Einw./km²       | 79102      | 79330        |
| Geay                 | 338 (2013)     | 19,25      | 18 Einw./km²       | 79131      | 79330        |
| Glénay               | 567 (2013)     | 21,14      | 27 Einw./km²       | 79134      | 79330        |
| Luché-Thouarsais     | 504 (2013)     | 13,46      | 37 Einw./km²       | 79159      | 79330        |
| Luzay                | 598 (2013)     | 20,98      | 29 Einw./km²       | 79161      | 79100        |
| Pierrefitte          | 343 (2013)     | 15,91      | 22 Einw./km²       | 79209      | 79330        |
| Sainte-Gemme         | 391 (2013)     | 8,84       | 44 Einw./km²       | 79250      | 79330        |
| Saint-Varent         | 2.483 (2013)   | 34,42      | 72 Einw./km²       | 79299      | 79330        |